# 専修学校クラーク高等学院
専修学校クラーク高等学院（せんしゅうがっこうクラークこうとうがくいん、英: Specialized Training School, Clark Upper Secondary Gakuin）とは、専修学校高等課程の学校。

## 概要
創志学園グループに属する教育機関の一つで、クラーク記念国際高等学校よりも古い歴史をもつ。かつては国際自由学園という名称で、現在は西日本の各地に校舎を持つ。
クラーク記念国際高等学校の卒業資格が得られ、クラーク記念国際高等学校のキャンパスともされているので、技能連携校よりもサポート校の色彩が強い。
高校中退者が増加していた1980年代、それまでの一条校とは異なった枠組みの新たな教育施設である国際自由学園が開設される。不登校だった子が国際自由学園に入学すれば休まず毎日通えるようになり、国際自由学園は不登校問題解決の一つとなった。

## 沿革
- 1986年：ビジネス専修学校国際自由学園開校[1]
- 1987年：東京校開校[1]
- 2005年：天王寺校開校[3]
- 2007年：国際自由学園がクラーク高等学院芦屋校に名称変更[4]
- 2014年：名古屋校開校[5]
- 2015年：大阪梅田校開校[3]
- 2016年：姫路校開校
- 2022年：札幌大通校開校[3]

## 校舎
（2024年11月時点）
クラーク高等学院天王寺校
〒543-0045 大阪市天王寺区寺田町2丁目1-21
（クラーク記念国際高等学校 連携校天王寺キャンパス併設）
学校コード H127310001860
クラーク高等学院大阪梅田校
〒530-0003 大阪市北区堂島2丁目3-29
（クラーク記念国際高等学校 連携校大阪梅田キャンパス併設）
学校コード H127310002155
クラーク高等学院芦屋校
〒659-0065 兵庫県芦屋市公光町1-18
（クラーク記念国際高等学校 連携校芦屋キャンパス併設）
学校コード H128310000398
クラーク高等学院姫路校
〒670-0926 兵庫県姫路市東駅前町97番地
（クラーク記念国際高等学校 連携校姫路キャンパス併設）
学校コード H101310100441
クラーク高等学院名古屋校
〒450-0002 愛知県名古屋市中村区名駅3丁目11-20
（クラーク記念国際高校 連携校名古屋キャンパス併設）
学校コード H123310000669
TIBC福岡校
〒810-0014 福岡県福岡市中央区平尾1丁目7-1
（クラーク記念国際高校 連携校福岡キャンパス併設）
学校コード H140313000699

## 系列校

### 学校法人創志学園
- 環太平洋大学
- 東京経営短期大学
- クラーク記念国際高等学校
- 創志学園高等学校
- 日本健康医療専門学校
- 専門学校東京国際ビジネスカレッジ

### 創志学園グループ
- 国際大学IPU NewZealand
- 国際大学IPU NewZealand 国際総合大学院
- 関西健康科学専門学校
- 岡山医療福祉専門学校
- 神戸国際ビジネスカレッジ
- 早稲田国際ビジネスカレッジ
- 元気の泉保育園
- 大倉山元気の泉保育園
- きらめき保育園
- 財団法人こども教育支援財団